# Grindcore
El grindcore (de vegades anomenat grind) és una variant del hardcore punk, més específicament del crust punk anglès de principis dels 80's.

## Característiques
El grindcore es caracteritza per la seva distorsió brutal, guitarres afinades diversos tons per sota de l'habitual, baixos distorsionats, temps vertiginosos, blast beats i la seva mescla de veus utilitzant tant growls com shrieks. Les lletres en el grindcore originalment parlaven de temes polítics socials, encara que sovint es veuen bandes que usen temàtiques gore i humor negre. Una altra característica típica són les "microcançons". Molts grups han fet cançons que no duren més d'un minut. La velocitat de la cançons és d'aproximadament 124-240 BPM. El grindcore sol tocar-se amb la formació clàssica del hardcore punk: guitarra elèctrica, baix i bateria, no obstant això, no és rar trobar-se amb formacions grind que utilitzin altres mitjans per crear la seva particular brutalitat sonora.

## Arrels històriques i influències
Abans de fer alguna afirmació determinant, cal prendre en compte que el desenvolupament dels gèneres musicals no són lineals, sinó que moltes vegades coexisteixen uns amb uns altres i en diferents parts de l'orbe. És molt més senzill tractar d'entendre els desenvolupaments com una evolució lineal, per això moltes vegades es pot caure en errors.
El grindcore és un vessant musical provinent, per escena i per actitud, del punk rock, específicament del hardcore punk en l'Anglaterra de meitat dels anys 1980. Aquestes bandes van tenir molta influència de bandes de death metal que ja començaven a desenvolupar-se des dels anys 1983-1984 amb la banda a la qual se li atribueix la paternitat: Death; en aquest mateixa època neixen bandes importants com Morbid Angel. Cal ressaltar a més que el death metall té com a antecessor i inspirador principal a la banda Slayer i algunes referències sòniques de la banda punk The Exploited.
És pertinent destacar a més que el crust punk, un altre vessant del hardcore punk, és bàsicament contemporani al desenvolupament del grindcore; moltes bandes de death metal de la talla de Cannibal Corpse (no necessàriament de forma directa) s'han vist influenciades pel crust punk, principalment per l'ús de veus guturales, que les bandes de grindcore també han usat. Una de les bandes més representatives del crust punk és Extreme Noise Terror, caracteritzats per un so hardcore punk més aviat terrorífic.
Hi ha influència i mescla de gèneres per a molts tan dispars com el punk i el metall. Als Estats Units, hi havia bandes de thrashcore (hardcore extremedamente ràpid) com Siege, D.R.I. i Repulsion que començaven a incloure elements del heavy metal, principalment de thrash metal, donant els primers passos del crossover thrash. Aquest gènere va quedar representat amb el disc de 1987 de D.R.I. Crossover, que és on es va encunyar aquest terme.
Una de les primeres bandes a definir l'estil, i de les primeres bandes de grindcore a fer-se famosa, va ser Terrorizer, formada a Los Angeles (Estats Units) en 1986 per Jesse Pintado -que després formaria part de Napalm Death- i Pete Sandoval -que després seria el baterísta de Morbid Angel; tots dos músics de qualitat però amb una visió experimental del heavy metall i el hardcore punk, que passaven per un moment conegut com a crossover (mescla o fusió). Van editar l'LP World Downfall abans de separar-se, disc que es va convertir en la pedra angular i pilar fonamental del so grindcore.
Després de Terrorizer, el grindcore es faria popular als EUA i a Europa a través de Carcass, Napalm Death, Agathocles i Anal Cunt. Alguns dels seus components són músics molt tècnics i experimentats, la qual cosa lliura a aquest estil de ser considerat realment antimusical, a pesar que fins i tot els mateixos músics i afeccionats a aquest estil utilitzen un símbol de dues corxeres ratllades, com a emblema irònic de l'estil, per desmarcar-se de la música pop. cal ressaltar en aquest paràgraf, que l'àlbum de Napalm Death editat en 1987 anomenat Scum, és el primer àlbum a ser reconegut com a grindcore. Posteriorment i com és natural, la banda va explorar altres sons més lligats al death metall.
A Espanya el gènere va tenir el seu cultiu des d'inicis de la dècada de 1990, amb bandes com El Kaso Urkijo (Barcelona), Ruido de Rabia (Euskadi) o Seqzión demenziados (Madrid).

## Subgèneres

### Goregrind
El goregrind és una forma de grindcore caracteritzada per temes amb veus alterades i guitarres molt greus, així com per temàtiques sagnants o d'horror. Els àlbums Effortless Regurgitation of Bright Red Blood de Regurgitate i A Chapter of Accidents de Dead Infection mostren plenament al gènere. Carcass està dins d'aquesta tendència amb Reek of Putrefaction, sent el disc pilar i pioner del gènere.

### Noisegrind
El noisegrind té una èmfasi en el soroll caòtic i la velocitat més aviat conduïts pel músic. Altres característiques inclouen una estructura musical fora de consonància, instruments improvisats i una producció pobra. La majoria de les bandes del noisegrind no es prenen seriosament i consisteixen en solament alguns membres, normalment un vocalista, el baterista (o una bateria electrònica) i el guitarrista. Exemples de bandes del noisegrind inclouen: Anal Cunt, Sore Throat i 7 Minutes of Nausea, entre d'altres. En general el so és menys brutal, però més caòtic en comparació al grindcore convencional, i sovint els riffs són tan arbitraris que solament es perceben una o dues notes.

### Porngrind
El pornogrind és una versió del goregrind que es diferencia únicament en el contingut de les lletres, les quals es basen en sexe i diferents perversions, parafilies i degeneracions del comportament sexual; a més d'això, es caracteritza per la seva típica exaltació i exponència de la veu de porc (Pig squeal), provinent de la influència del brutal death metall. Exemples de bandes serien Regurgitate, Cock and Ball Torturi, GUT, Torsofuck, C.A.R.N.I., Rompeprop, Urtikaria Anal, Lord Piggy, Krueger de Veneçuela i Fecalized Rectal Sperm Spewage (F.R.S. S.).

### Cybergrind
El cybergrind és una versió del grindcore que mescla l'electrònica en la instrumental tractant de crear una versió més modernista d'aquest subgènere, L'estructura musical varia de brutal a graciós, la majoria de les vegades contenen lletres les cançons d'aquest gènere, en casos com Spermswamp s'usen combinacions de jazz i swing després canvia a grindcore. Exemples d'aquest subgènere serien Agoraphobic Nosebleed, Spermswamp i Fecalized Rectal Sperm Spewage (F.R.S. S.).

## Fusions

### Deathgrind
Aquest és un gènere que barreja la brutalitat extrema del death metall amb la velocitat del grindcore influenciant especialment amb els blast beats o "ràfegues de cops". Bandes com Cephalic Carnage, Mortician, Bruixeria (en els seus inicis), Cattle Decapitation, Carcass (en el seu disc Symphonies of Sickness), Nemessis, Aborted, Dying Fetus i Impaled. Pot afirmar-se que el deathgrind és un dels estils més extrems, però cal no confondre-ho amb el brutal death metall; aquest últim concentra més la contundència del death metall evolucionant a un gènere més brutal. Encara que el Deathgrind és un estil pesat, no arriba a les exageracions del Brutal Death Metall o de gèneres englobats en el Metall extrem, tal vegada aquesta sigui la raó per la qual els metaleros més antics sovint criticaven a aquest estil en considerar-ho un intent fallit de crear "Death metall distorsionat".